# Любомирский, Франтишек Ксаверий

Герб Дружина (Шренява II)

Князь  Франтишек Ксаверий Любомирский (пол. Franciszek Ksawery Lubomirski; 1747 —  1819) — глава польского рода Любомирских, староста сецеховский, крупный землевладелец и магнат, генерал русской армии.

## Биография
Старший сын воеводы брацлавского и киевского Станислава Любомирского (1704—1793) и Людвики Поцей (ум. 1786). Младшие братья - Юзеф Любомирский, генерал-лейтенант польской армии, Александр Любомирский, генерал французской армии, и Михаил Любомирский, генерал-лейтенант польской армии. В 1772 году получил в наследство от своего отца сецеховское староство Радомской губернии на реке Висле.
Владелец огромного состояния в юго-восточной части Киевского воеводства, которое включало 9 городов, 179 сёл и более 100 тысяч «душ мужеска пола». Проживал в своей резиденции в г. Смела. После раздела Речи Посполитой в 1777 году вступил на русскую службу. В 1781 году стал бригадиром, а затем в 1783 году — генерал-майором. Был награждён российским орденом Святого Станислава (1782) и Святой Анны (22.12.1784). Участвовал в русско-турецкой войне, в 1788 году был при Потемкине под Очаковым. С 1790 года генерал-поручик, а с 1796 года – генерал-лейтенантом.
В 1783 году князь Любомирский, устав бороться с непокорными магнатами, под страхом банниции, был вынужден продать своё имение Смела Потёмкину. Войдя в сделку, князь Таврический кроме денег уступил Любомирскому своё имение Дубровно в Могилевской губернии. Но, к сожалению по обычаю своему, Потемкин позабыл до конца рассчитаться с Любомирским и после его смерти возникла тяжба, которую разбирал Державин. Переселившись в Дубровно, Любомирский сделал её своей резиденцией, она стала центром съездов дворянства и чиновного люда с целой губернии. В 1809 году в Дубровно он выстроил церковь, где и был похоронен в 1819 году. По словам графа Ф. Г. Головкина,  «Любомирский не отличался ни умом, ни влиянием, ни сообразительностью».

## Семья и дети
От Франтишека Ксаверия Любомирского происходит старшая линия Любомирских, представители которой состояли большей частью в русском подданстве. Был трижды женат.
Первая жена (с 1780) — Антонина Адела Потоцкая (1743— ?), дочь графа Франциска Потоцкого; в браке родились три дочери — Елизавета (1780—1846; замуж. за Игнаци Евгениушем Цетнером), Клементина (против воли отца вышла замуж за Крогера, получила по разделу Любавичи) и София.
Вторая жена (с 1786) — Теофилия Ржевуская (1762—1831), дочь Станислава Ржевуского. Была известна своим геройским поступком. По словам графа Сегюра, в 1785 году «на пути в Россию, через Польшу, Литву и Белую Русь, зимой, в санях, едучи по дороге в густом лесу, она подверглась нападению медведя. Гайдук с переломившейся саблею стиснут был объятиями разъяренного зверя, но княгиня, не потеряв присутствия духа, двумя выстрелами из пистолетов положила медведя мертвого к ногам своим». Во время путешествия в Тавриду в 1787 году среди других знатных полек, явившихся в Киев представиться Екатерине II, приезжала из своих имений и княгиня Любомирская.
В браке родились дочери — Амелия (1790—1878; замуж. за Стемпковским и за Чорба), Каролина (1790—1821; в замуж. Старженская), Изабелла (1792— ?) и Мария (1797—1815; замуж. за В. Н. Ладомирским; и два сына — Константин (1786—1870) и Евгений (1789—1834).
Разведясь с Любомирским, в 1801 году вышла замуж за Августа Иеронима Брёле-Плятер (1750—1803). Скончалась 21 апреля 1831 года от холеры в своем имении Лаврово Волынской губернии.
Третья жена (с 1799) — Мария Львовна Нарышкина (1767—после 1812), дочь Л. А. Нарышкина, внучатая племянница Кирилла и Алексея Разумовских; имели двух сыновей Антония (1801—1885) и Александра (1802—1893), и дочь Наталью.

## Ссылка
- Franciszek Ksawery ks. Lubomirski // Minakowski M. E. Genealogia Potomków Sejmu Wielkiego.
- Полное родословие князей Любомирских.